# ГЕС Пубугоу
Пубугоу (спрощ.: 瀑布沟大坝; кит. трад.: 瀑布溝大壩; піньїнь: Pùbùgōu Dàbà) — кам'яно-накидна гребля, облицьована бетоном, та ГЕС на річці Дадухе, притоці річки Янцзи в провінції Сичуань (розташована на південному заході Китаю). Основна мета будівництва греблі ГЕС — вироблення електроенергії і її загальна генеруюча потужність складає 3300 МВт.
Будівництво розпочалося 30 березня 2004 року. 22 листопада 2005 року було перекрито річку заповнення розпочалося в 2009 році, і до кінця року досягли рівня води 790 м над рівнем моря
У грудні 2009 року було введено в експлуатацію перший генератор. До кінця 2010 року ще п'ять генераторів були прийняті в експлуатацію з потужністю 600 МВт кожен